# Arachnothera juliae
El arañero de Whitehead (Arachnothera juliae) es una especie de ave paseriforme de la familia Nectariniidae endémica de la isla de Borneo. Su nombre conmemora al explorador británico John Whitehead (1860-1899), que recolectaba especímenes para la ciencia en el sudeste asiático.

## Distribución y hábitat
Se encuentra únicamente en las montañas del centro-norte de la isla de Borneo. Su hábitat natural son los bosques húmedos tropicales de montaña.